# Peter Frampton (truccatore)
Peter Frampton (Londra, 1º gennaio 1950) è un truccatore britannico.
In carriera ha vinto un premio BAFTA per Greystoke - La leggenda di Tarzan, il signore delle scimmie nel 1985 e un Oscar per Braveheart - Cuore impavido nel 1996.